# مهرجان نبض العلا
مهرجان نبض العُلا هو مهرجان سنوي يُقام في محافظة العُلا بالمملكة العربية السعودية، ويجمع بين الفعاليات الرياضية وبرامج الصفاء الذهني والتأمل في مواقع طبيعية متنوعة. يُعد المهرجان جزءًا من تقويم «لحظات العُلا» الذي يتضمن فعاليات ثقافية وسياحية وفنية مختلفة.

## التاريخ والنشأة
أُطلق المهرجان ضمن جهود الهيئة الملكية لمحافظة العُلا للترويج للسياحة الرياضية والثقافية، ويهدف إلى دمج الأنشطة البدنية مع ممارسات الاسترخاء والتأمل في بيئة طبيعية. تقام فعالياته عادة في مواقع مفتوحة تشمل الجبال والواحات والمناطق التراثية.

## نسخة 2025
تقام النسخة المقررة من المهرجان بين 24 أكتوبر و1 نوفمبر 2025، وتشمل فعاليات رياضية متنوعة إلى جانب برامج للصفاء الذهني.

## الفعاليات الرياضية
- سباق الدواثلون (Duathlon): يقام في المتنزه الشتوي، ويتضمن ثلاث فئات (الأولمبية، السبرنت، الأطفال سوبر سبرنت).
- نصف ماراثون العُلا.
- ترايثلون وادي عِشار.
- سباق التحمل لمدة 24 ساعة.
- برامج تدريبية في رياضة الدراجات بالتعاون مع فرق متخصصة.[2]

### برامج الصفاء الذهني
- 78 جلسة يوغا موزعة على مواقع طبيعية مختلفة في العُلا.
- 22 جلسة تدريبية من برنامج «ليز ميلز» العالمي، تقام في مواقع بارزة مثل جبل الفيل، مطل الحرة، واجهة قاعة مرايا، والبلدة القديمة.[4]

## جدول أبرز الفعاليات 2025
| الفعالية            | النوع       | الموقع                           | التاريخ/المدة      | الفئات                              |
| ------------------- | ----------- | -------------------------------- | ------------------ | ----------------------------------- |
| سباق الدواثلون      | رياضي       | المتنزه الشتوي                   | 24 أكتوبر 2025     | أولمبي – سبرنت – سوبر سبرنت للأطفال |
| نصف ماراثون العُلا   | رياضي       | مواقع مختلفة                     | ضمن فترة المهرجان  | عام                                 |
| ترايثلون وادي عشار  | رياضي       | وادي عشار                        | ضمن فترة المهرجان  | عام                                 |
| سباق التحمل 24 ساعة | رياضي       | مواقع متنوعة                     | ضمن فترة المهرجان  | فرق وأفراد                          |
| جلسات اليوغا        | صفاء ذهني   | مواقع طبيعية                     | طوال فترة المهرجان | 78 جلسة                             |
| برنامج ليز ميلز     | لياقة بدنية | جبل الفيل، مرايا، البلدة القديمة | طوال فترة المهرجان | 22 جلسة                             |

## المواقع المشاركة
تُقام فعاليات المهرجان في عدة مواقع طبيعية وسياحية بالعُلا، مثل:
- المتنزه الشتوي.
- وادي عِشار.
- جبل الفيل.
- مطل الحرة.
- البلدة القديمة.
- محيط قاعة مرايا.

## الأثر
يساهم المهرجان في تعزيز مكانة محافظة العُلا كوجهة للسياحة الرياضية والثقافية، ويجمع بين التجارب البدنية وأنشطة الاسترخاء، مما يجعله منصة تجمع بين الزوار المحليين والدوليين.